# Xanthoparmelia neoweberi
Xanthoparmelia neoweberi är en lavart som beskrevs av Hale. Xanthoparmelia neoweberi ingår i släktet Xanthoparmelia och familjen Parmeliaceae.   Inga underarter finns listade i Catalogue of Life.